# Team UniSA-Australia
El Team Unisa-Australia és una selecció ocasional de ciclistes australians que des de l'any 2001, i com l'equip nacional, participa en el Tour Down Under d'Austràlia. Aquest cursa és cada any la primera cursa important de la nova temporada ciclista.
El nom prové de la Universitat d'Austràlia del Sud, que està patrocinant l'equip ciclista. La condició per a la participació en aquesta selecció és que el propi equip del ciclista no participi en la competició. L'objectiu és permetre als joves adquirir experiència internacional.

## Victòries

### General
| Data | Cursa                | Vencedor       |
| 2004 | Tour Down Under 2004 | Patrick Jonker |

### Etapes
| Data             | Cursa                             | Vencedor         |
| 19 gener de 2001 | 4a etapa del Tour Down Under 2001 | Luke Roberts     |
| 21 gener de 2006 | 4a etapa del Tour Down Under 2006 | Russell van Hout |
| 16 gener de 2007 | 1a etapa del Tour Down Under 2007 | Karl Menzies     |
| 24 gener de 2008 | 3a etapa del Tour Down Under 2008 | Allan Davis      |
| 18 gener de 2012 | 2a etapa del Tour Down Under 2012 | William Clarke   |
| 20 gener de 2015 | 1a etapa del Tour Down Under 2015 | Jack Bobridge    |
| 23 gener de 2015 | 4a etapa del Tour Down Under 2015 | Steele Von Hoff  |

## Seleccions

### Tour Down Under 2019
| Ciclista           | Equip                     |
| ------------------ | ------------------------- |
| Chris Harper       | Team BridgeLane           |
| Jason Lea          | Team BridgeLane           |
| Michael Potter     | Pro Racing Sunshine Coast |
| Dylan Sunderland   | Team BridgeLane           |
| Ayden Toovey       | Team BridgeLane           |
| Neil Van der Ploeg | Team BridgeLane           |
| Nicholas White     | Team BridgeLane           |

### Tour Down Under 2018
| Ciclista         | Equip                                            |
| ---------------- | ------------------------------------------------ |
| Scott Bowden     | Bennelong SwissWellness Cycling Team p/b Cervelo |
| Zakkari Dempster | Israel Cycling Academy                           |
| Nathan Earle     | Israel Cycling Academy                           |
| Alexander Porter | Bennelong SwissWellness Cycling Team p/b Cervelo |
| Timothy Roe      | Bennelong SwissWellness Cycling Team p/b Cervelo |
| Steele Von Hoff  | Bennelong SwissWellness Cycling Team p/b Cervelo |
| Sam Welsford     | Australian Cycling Academy                       |

### Tour Down Under 2017
| Ciclista       | Equip                        |
| -------------- | ---------------------------- |
| Nathan Earle   | Team Ukyo                    |
| Lucas Hamilton | Victorian Institute of Sport |
| Jai Hindley    |                              |
| Samuel Jenner  |                              |
| Cameron Meyer  |                              |
| Callum Scotson | BMC Development Team         |
| Michael Storer |                              |

### Tour Down Under 2016
| Ciclista         | Equip                        |
| ---------------- | ---------------------------- |
| Anthony Giacoppo | Avanti IsoWhey Sports        |
| Chris Hamilton   | Avanti IsoWhey Sports        |
| Lucas Hamilton   | Victorian Institute of Sport |
| Sean Lake        | Avanti IsoWhey Sports        |
| Pat Lane         | Avanti IsoWhey Sports        |
| Patrick Shaw     | Avanti IsoWhey Sports        |
| Steele Von Hoff  | ONE Pro Cycling              |

### Tour Down Under 2015
| Ciclista            | Equip                 |
| ------------------- | --------------------- |
| Jack Bobridge       | Team Budget Forklifts |
| Alexander Edmondson | Team Jayco-AIS        |
| Jack Haig           | Avanti Racing Team    |
| Robert Power        | Team Jayco-AIS        |
| Miles Scotson       | Team Jayco-AIS        |
| Neil Van Der Ploeg  | Avanti Racing Team    |
| Steele Von Hoff     | NFTO Pro Cycling      |

### Tour Down Under 2014
| Ciclista           | Equip              |
| ------------------ | ------------------ |
| Caleb Ewan         | Team Jayco-AIS     |
| Campbell Flakemore | Avanti Racing Team |
| Jack Haig          | Avanti Racing Team |
| Mark O’Brien       | Avanti Racing Team |
| Neil Van Der Ploeg | Avanti Racing Team |
| Anthony Giacoppo   | Avanti Racing Team |
| Bradley Linfield   | Team Jayco-AIS     |

### Tour Down Under 2013
| Ciclista           | Equip                               |
| ------------------ | ----------------------------------- |
| Adam Phelan        | Drapac Cycling                      |
| Zakkari Dempster   | Team NetApp-Endura                  |
| Anthony Giacoppo   | Huon Salmon-Genesys Wealth Advisers |
| Damien Howson      | Sense equip                         |
| Jordan Kerby       | Christina Watches-Onfone            |
| Bernard Sulzberger | Drapac Cycling                      |
| Calvin Watson      | Sense equip                         |

### Tour Down Under 2012
| Ciclista           | Equip                     |
| ------------------ | ------------------------- |
| William Clarke     | Team Champion System      |
| Rohan Dennis       | Team Jayco-AIS            |
| Jay McCarthy       | Team Jayco-AIS            |
| Lachlan Norris     | Drapac Cycling            |
| Tom Palmer         | Drapac Cycling            |
| Steele Von Hoff    | Chipotle Development Team |
| Bernard Sulzberger | Team Raleigh-GAC          |

### Tour Down Under 2011
| Ciclista           | Equip             |
| ------------------ | ----------------- |
| Jonathan Cantwell  | Fly V Australia   |
| Mitchell Docker    | Skil-Shimano      |
| Luke Durbridge     | Team Jayco-AIS    |
| Michael Hepburn    | Team Jayco-AIS    |
| Luke Roberts       | Saxo Bank-SunGard |
| Bernard Sulzberger | Fly V Australia   |
| Wesley Sulzberger  | FDJ               |

### Tour Down Under 2010
| Ciclista          | Equip                  |
| ----------------- | ---------------------- |
| Jonathan Cantwell | Fly V Australia        |
| Simon Clarke      | ISD-Neri               |
| Rohan Dennis      | Team Jayco-Skins       |
| David Kemp        | Fly V Australia        |
| Michael Matthews  | Team Jayco-Skins       |
| Peter McDonald    | Drapac-Porsche Cycling |
| Timothy Roe       | Trek-Livestrong        |

### Tour Down Under 2009
| Ciclista       | Equip                         |
| -------------- | ----------------------------- |
| Jack Bobridge  | Australian Institute of Sport |
| Simon Clarke   | Knauf-Endeka                  |
| Baden Cooke    | Vacansoleil Pro Cycling Team  |
| Scott Davis    | V Australia-Virgin Blue       |
| Travis Meyer   | Australian Institute of Sport |
| Luke Roberts   | Kuota-Senges                  |
| Matthew Wilson | Team Type 1                   |

### Tour Down Under 2008
| Ciclista          | Equip                  |
| ----------------- | ---------------------- |
| Simon Clarke      | SouthAustralia.com-AIS |
| Allan Davis       | Sense equip            |
| Karl Menzies      | Health Net             |
| Richie Porte      | Praties                |
| Luke Roberts      | Kuota Senges           |
| Wesley Sulzberger | SouthAustralia.com AIS |
| Matthew Wilson    | Team Type 1            |

### Tour Down Under 2007
| Ciclista         | Equip                              |
| ---------------- | ---------------------------------- |
| Brett Aitken     | Savings & Loans Cycling Team       |
| Allan Davis      | Discovery Channel                  |
| Mitchell Docker  | Drapac-Porsche Development Program |
| Russell Van Hout | Savings & Loans Cycling Team       |
| Chris Jongewaard | The Jittery Joe's Pro Cycling Team |
| Robert McLachlan | Drapac-Porsche Development Program |
| Karl Menzies     | Health Net presented by Maxxis     |
| Matthew White    | Discovery Channel                  |

### Tour Down Under 2006
| Ciclista         | Equip |
| ---------------- | ----- |
| Gene Bates       |       |
| Paul Crake       |       |
| Ben Day          |       |
| Mitchell Docker  |       |
| Russell Van Hout |       |
| Chris Jongewaard |       |
| Robert McLachlan |       |
| Sean Sullivan    |       |

### Tour Down Under 2005
| Ciclista           | Equip |
| ------------------ | ----- |
| Gene Bates         |       |
| Stephen Cunningham |       |
| James Hannam       |       |
| Russell Van Hout   |       |
| Chris Jongewaard   |       |
| Adrian Laidler     |       |
| Matthew Rex        |       |
| Corey Sweet        |       |

### Tour Down Under 2004
| Ciclista           | Equip |
| ------------------ | ----- |
| Gene Bates         |       |
| Stephen Cunningham |       |
| James Hannam       |       |
| Russell Van Hout   |       |
| Patrick Jonker     |       |
| Adrian Laidler     |       |
| Matthew Rex        |       |
| Luke Roberts       |       |

### Tour Down Under 2003
| Ciclista           | Equip |
| ------------------ | ----- |
| Brett Aitken       |       |
| Gene Bates         |       |
| Stephen Cunningham |       |
| Russell Van Hout   |       |
| Patrick Jonker     |       |
| Adrian Laidler     |       |
| Luke Roberts       |       |
| Jay Sweet          |       |

### Tour Down Under 2002
| Ciclista           | Equip |
| ------------------ | ----- |
| Brett Aitken       |       |
| Gene Bates         |       |
| Stephen Cunningham |       |
| Russell Van Hout   |       |
| Patrick Jonker     |       |
| Adrian Laidler     |       |
| Luke Roberts       |       |
| Jay Sweet          |       |

### Tour Down Under 2001
| Ciclista            | Equip |
| ------------------- | ----- |
| Gene Bates          |       |
| Stephen Cunningham  |       |
| Lado Fumic          |       |
| Russell Van Hout    |       |
| Adrian Laidler      |       |
| Luke Roberts        |       |
| Kristjan Snorrasson |       |
| Matt Wilson         |       |